# Magyar Dokumentumfilmesek Egyesülete
A Magyar Dokumentumfilmesek Egyesülete (rövidítéssel MADOKE) a magyarországi dokumentumfilmes szakmai és érdekképviseleti fóruma 2020 januárjában alakult meg. A hazai dokumentumfilm-készítéssel foglalkozó szakemberek szereplőinek érdekeit képviseli, közvetítőként tevékenykedik az alkotók, a nézők és a döntéshozók között. A MADOKE a tagoknak lehetőséget kínál a közvetlen szakmai kapcsolatok építésére, a kooperáció megteremtésére, a szakmai párbeszédek kezdeményezésére és az egyesület hosszú távú céljainak, döntéseinek alakítására. A szervezeteknek tagja lehet bárki, aki dokumentumfilmekkel foglalkozik és megfelel az egyesület által meghatározott szakmai feltételeknek: producer, rendező, dramaturg, operatőr, hangmérnök, vágó, zeneszerző, forgalmazó, filmkritikus, filmesztéta, fesztiválszervező.
A MADOKE emellett kutatómunkát kezdeményez a magyar dokumentumfilm-fesztivál promotálására, bemutatóinak és nézőszámainak dokumentálására. Feltérképezi Nyugat- és Kelet-Közép-Európa dokumentumfilm-támogatási és -gyártási modelljeit, inspirálva ezzel a hazai dokumentumfilmes közeget és a nemzetközi koprodukciókat. Hosszú távú célja szakmai fórumok, előadások és kerekasztal-beszélgetések rendszeres szervezése az alkotók és a műfaj iránt érdeklődők számára, ezzel is emelve a műfaj magyarországi színvonalát és nemzetközi megítélését. Az egyesület kiemelt célja a magyar dokumentumfilm műfajának népszerűsítése a hazai és nemzetközi közönség körében.